# Banque de Luxembourg
Die 1920 gegründete Banque de Luxembourg ist eines der wichtigsten Finanzinstitute in Luxemburg. Sie ist eine Tochter der französischen Bankengruppe Crédit Industriel et Commercial. Die Banque de Luxembourg betreibt zwei Geschäftsstellen (einschließlich Hauptsitz) in Luxemburg und zwei Geschäftsstellen in Belgien.

## Geschichte
Im Jahr 1920 eröffnet die Banque d’Alsace et de Lorraine, die Vorgängerin von Crédit Industriel d’Alsace et de Lorraine (CIAL), eine Niederlassung in Luxemburg. 1937 wurde die Banque Mathieu Frères, aus welcher 1977 die Banque de Luxembourg hervorging, gegründet, dreißig Jahre später wurde CIAL Mehrheitsaktionär dieser. Die Deutsche Bank Luxembourg S. A. wurde im Jahre 1977 Aktionärin der Banque Mathieu Frères; diese änderte ihren Namen in Banque de Luxembourg.
1991 übernahm die Banque de Luxembourg das luxemburgische Geschäft von CIAL. Acht Jahre später folgte die Gründung von Fund-Market S. A., eine unabhängige Beratungsgesellschaft für Investmentfonds. Im Rahmen der Restrukturierung ihrer Aktivitäten verkaufte die Deutsche Bank S. A. ihre Beteiligung (28,95 Prozent) an die CIC-Gruppe im Jahr 2002; diese wurde nun über die Banque Fédérative du Crédit Mutuel (Holding der CIC-Gruppe) Eigentümerin dieser Beteiligung. Die Banque de Luxembourg wird eine 100-prozentige Tochtergesellschaft der Crédit Mutuel-CIC-Gruppe.
Die Bank eröffnete im Jahr 2010 eine Niederlassung in Belgien mit zwei Büros in Brüssel und in Arlon. Der Erweiterungsbau des Hauptsitzes der Bank am Boulevard Royal 14a in Luxemburg wurde 2012 eingeweiht.

## Tätigkeitsfelder
Die Banque de Luxembourg ist in den Bereichen Privatkunden, Unternehmer, professionelle Vermögensverwalter und institutionelle Kunden tätig.